# Marble Falls
Marble Falls é uma cidade localizada no estado norte-americano do Texas, no Condado de Burnet.

## Demografia
Segundo o censo norte-americano de 2000, a sua população era de 4959 habitantes.
Em 2006, foi estimada uma população de 7186, um aumento de 2227 (44.9%).

## Geografia
De acordo com o United States Census Bureau tem uma área de
17,3 km², dos quais 15,9 km² cobertos por terra e 1,4 km² cobertos por água. Marble Falls localiza-se a aproximadamente 251 m acima do nível do mar.

## Localidades na vizinhança
O diagrama seguinte representa as localidades num raio de 12 km ao redor de Marble Falls.